# サノワ
サノワ （Sannois）は、フランス、イル＝ド＝フランス地域圏、ヴァル＝ドワーズ県のコミューン。パリの北西15km地点にある。

## 歴史
サノワという地名の起源はよくわかっていない。『百粒のナッツ』よりむしろ『百粒のクルミ』を意味するcentum nucesから生じたと考えられる。都市には多くの果樹園があった。また、ケルト語で干草を意味するsan、そして草地を意味するnoueから派生したとも考えられている。ラテン語の地名センティノディウム（centinodium） は、数百の薪を意味している。
現在のサノワの場所に初めて人が定住したのは旧石器時代中期であった。数々の石器が見つかっている。発見場所は現在のA15道路のインターチェンジ付近で、モンモランシー谷では最古の発掘物となった。
11世紀から12世紀、木造の教会内にセンティノディウムとして名前が刻まれた。集落は教会の周囲や、トルイエ山の麓の城へ移った。
16世紀から17世紀、パリ＝ポントワーズ間の半ばの宿場であるサノワは繁栄した。18世紀以降はワイン生産を中心とした農業の村となった。1870年、ブドウ畑の面積は223ヘクタールであった。19世紀から産業が導入され農業が廃れていき、1900年のブドウ畑面積は45ヘクタールであった。1863年の鉄道到来後、石膏の採石が盛んになり、第二次世界大戦末期まで続いた。近年、市長はサノワをワイン製造者として地位を確立しようと、小さなブドウ畑をつくった。

## ギャラリー

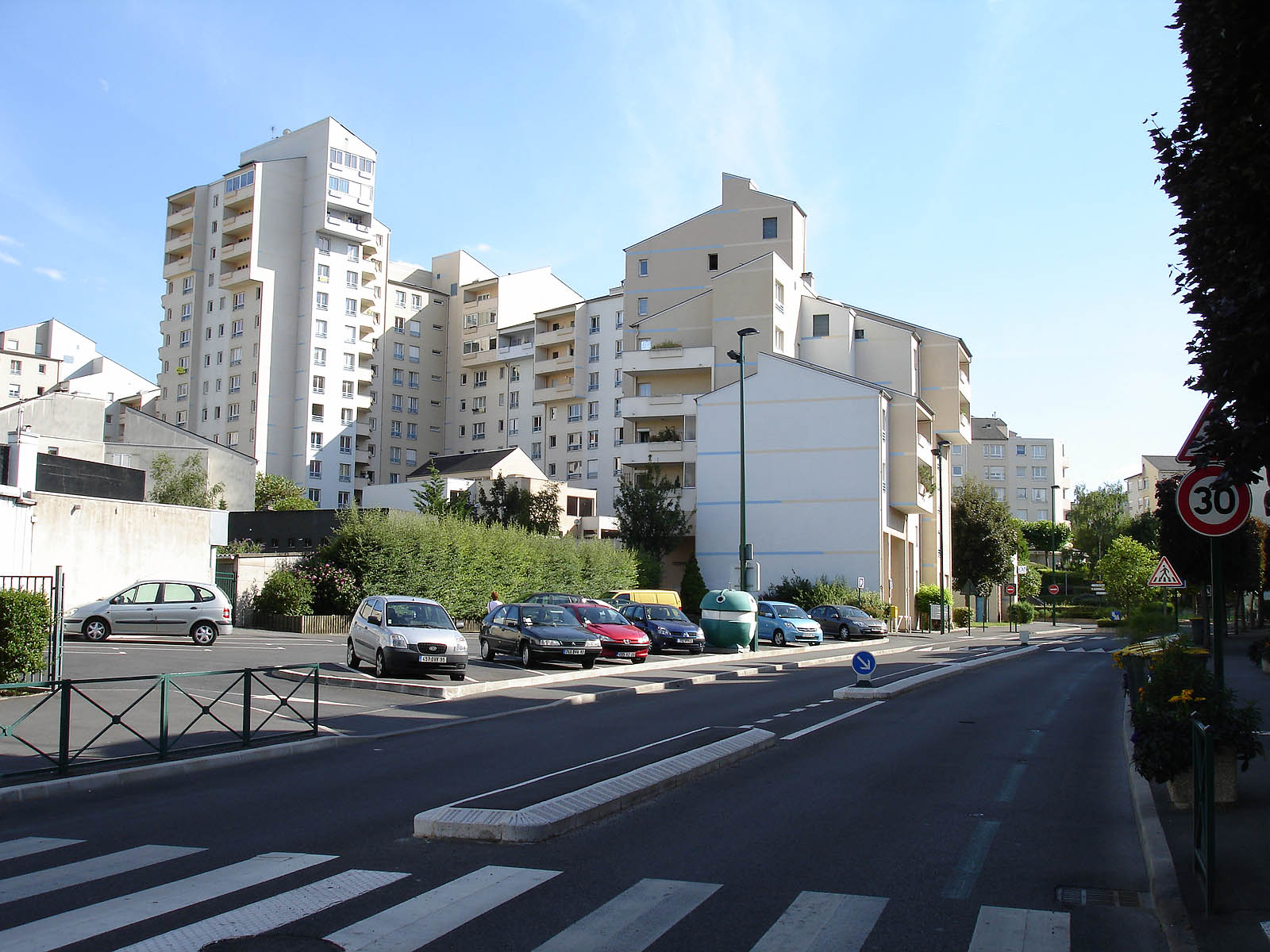
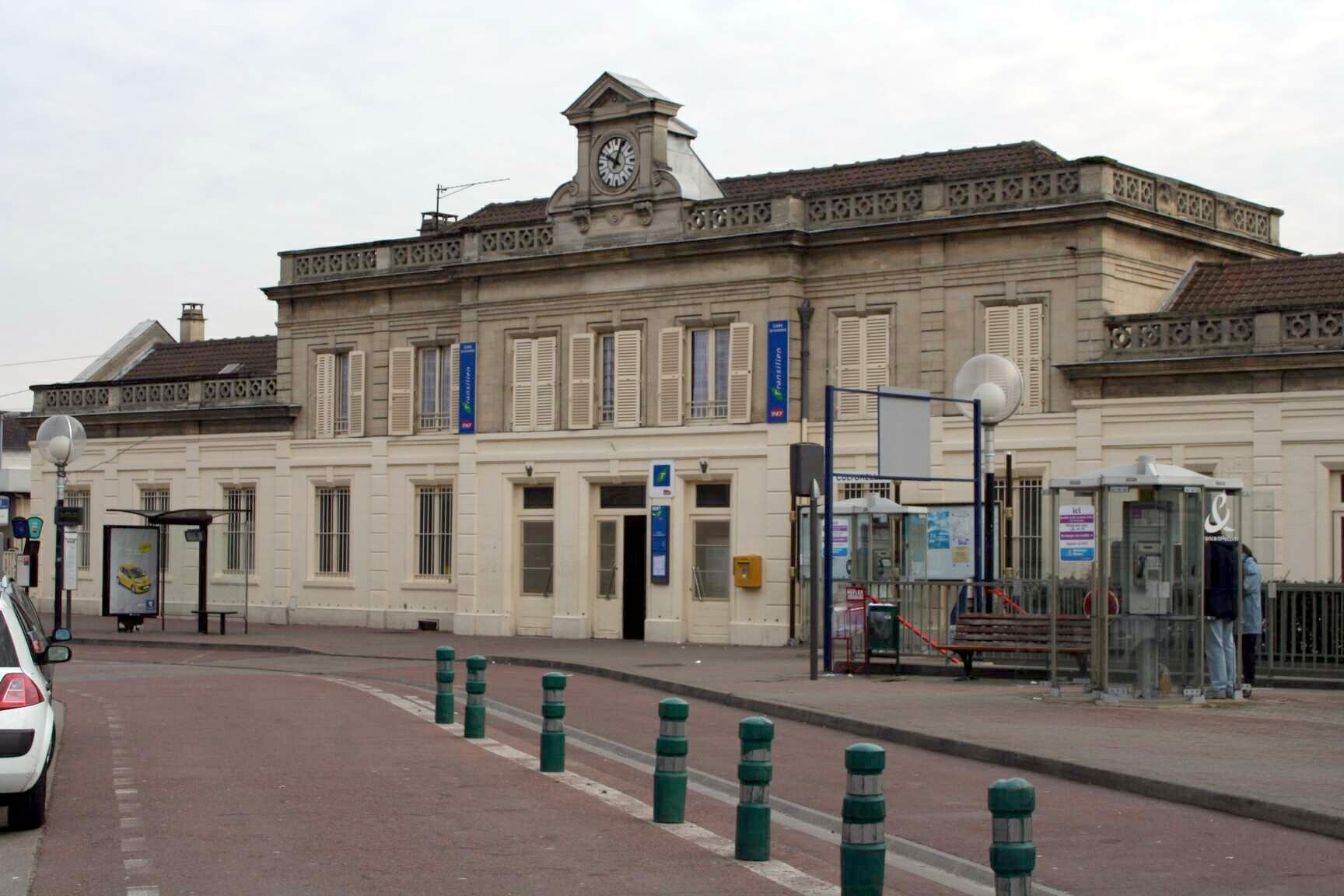
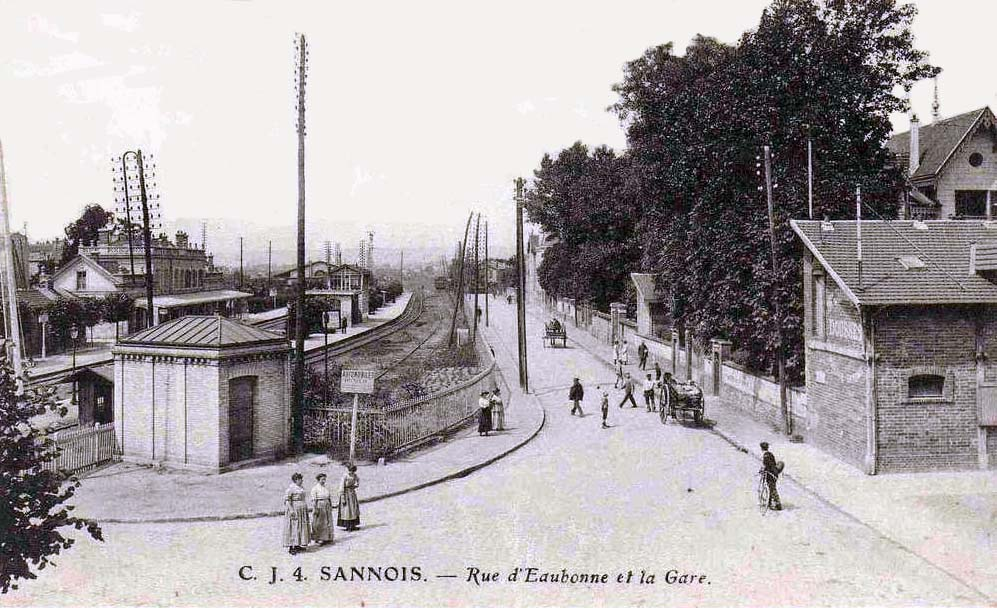
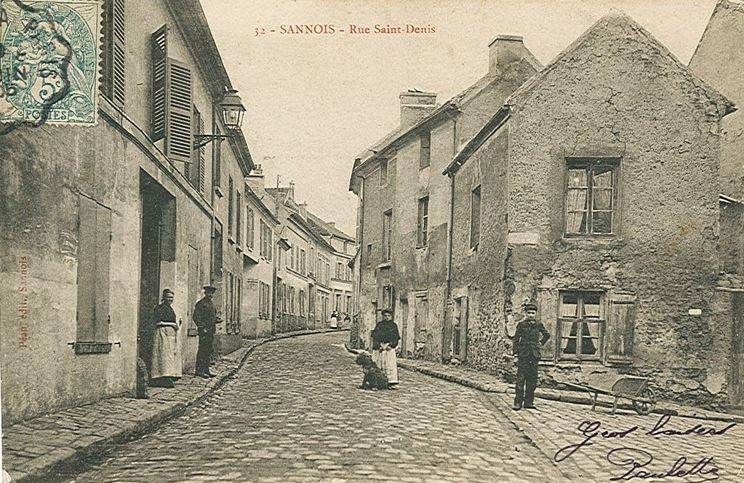
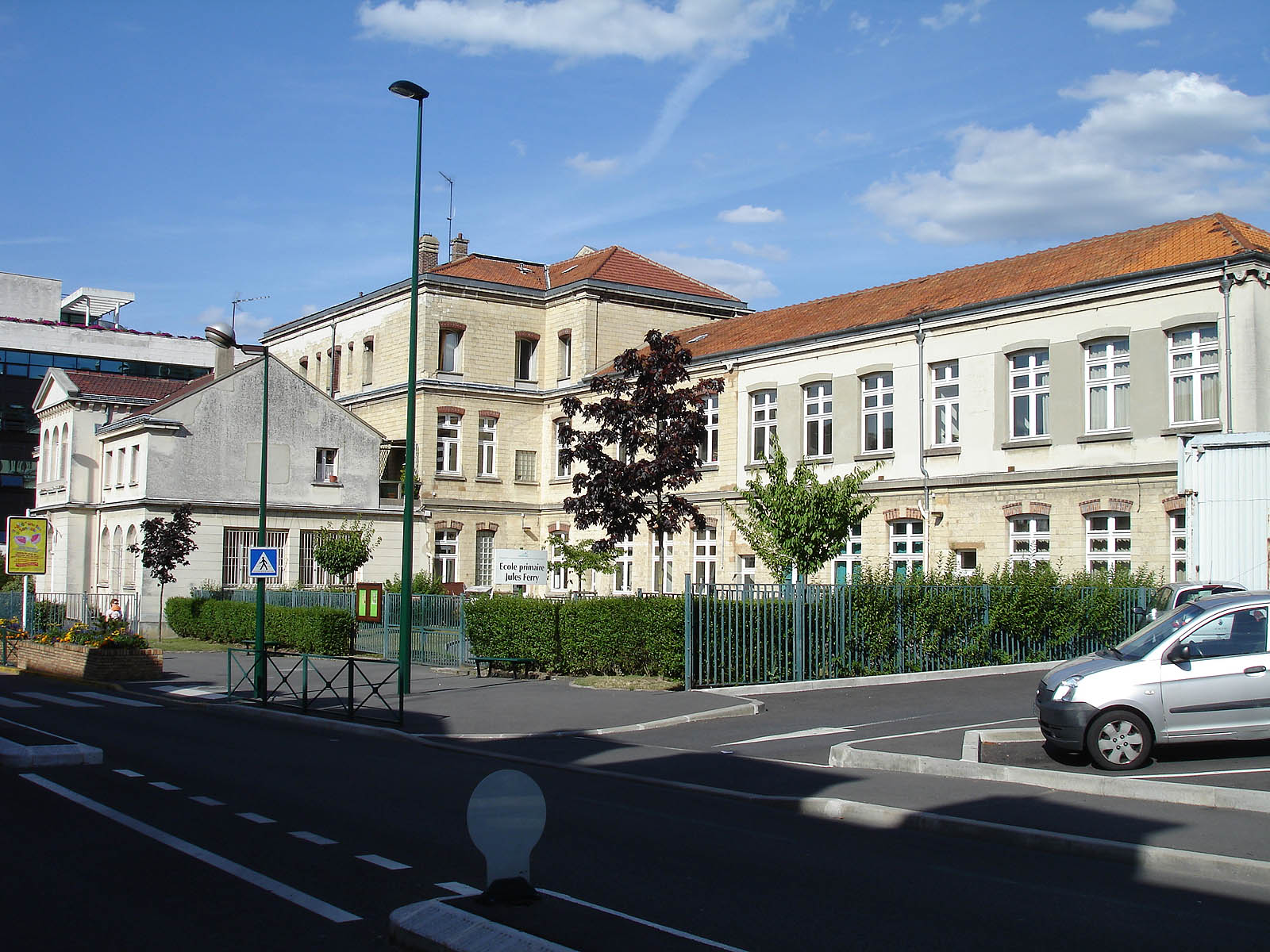
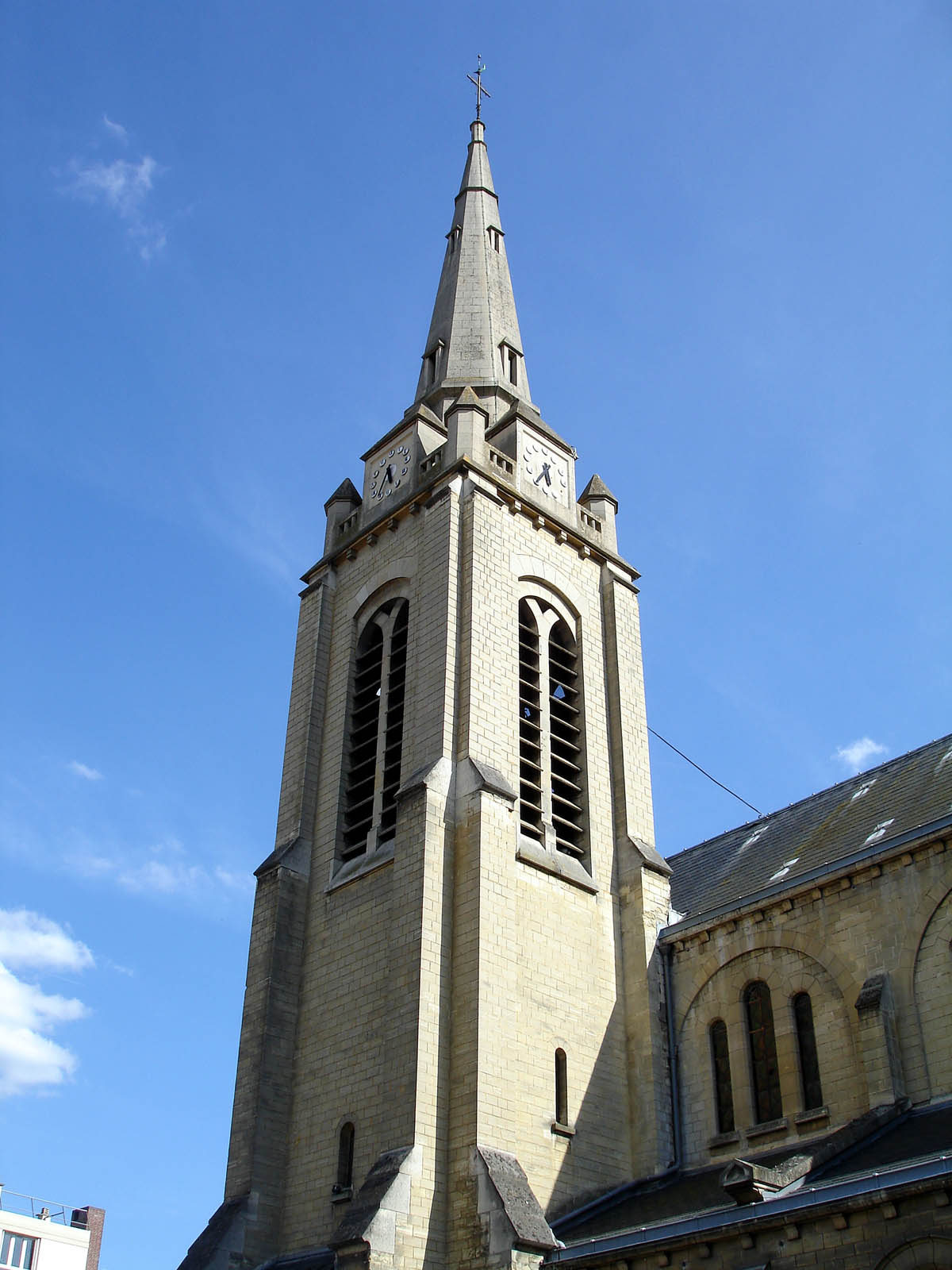
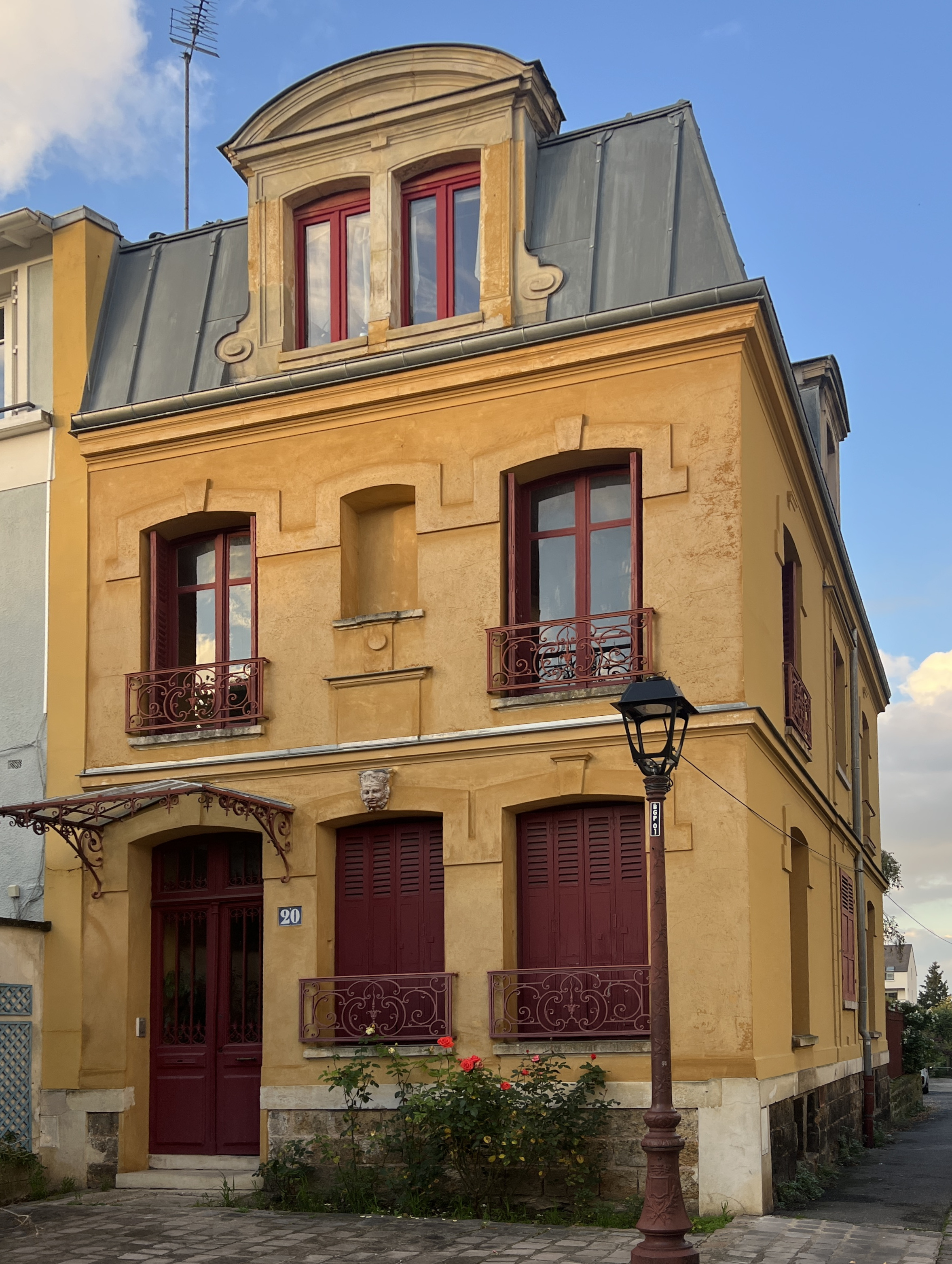
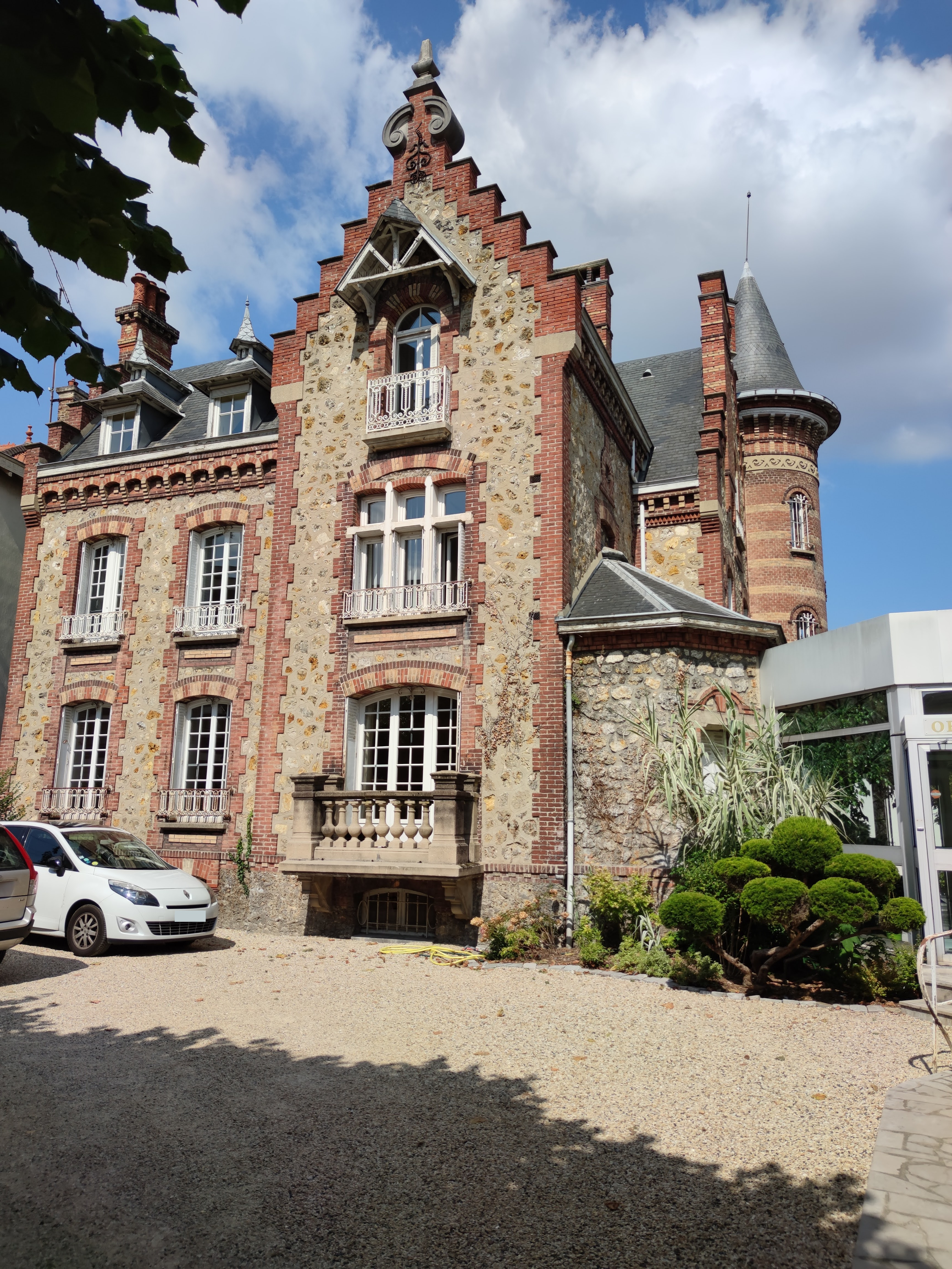
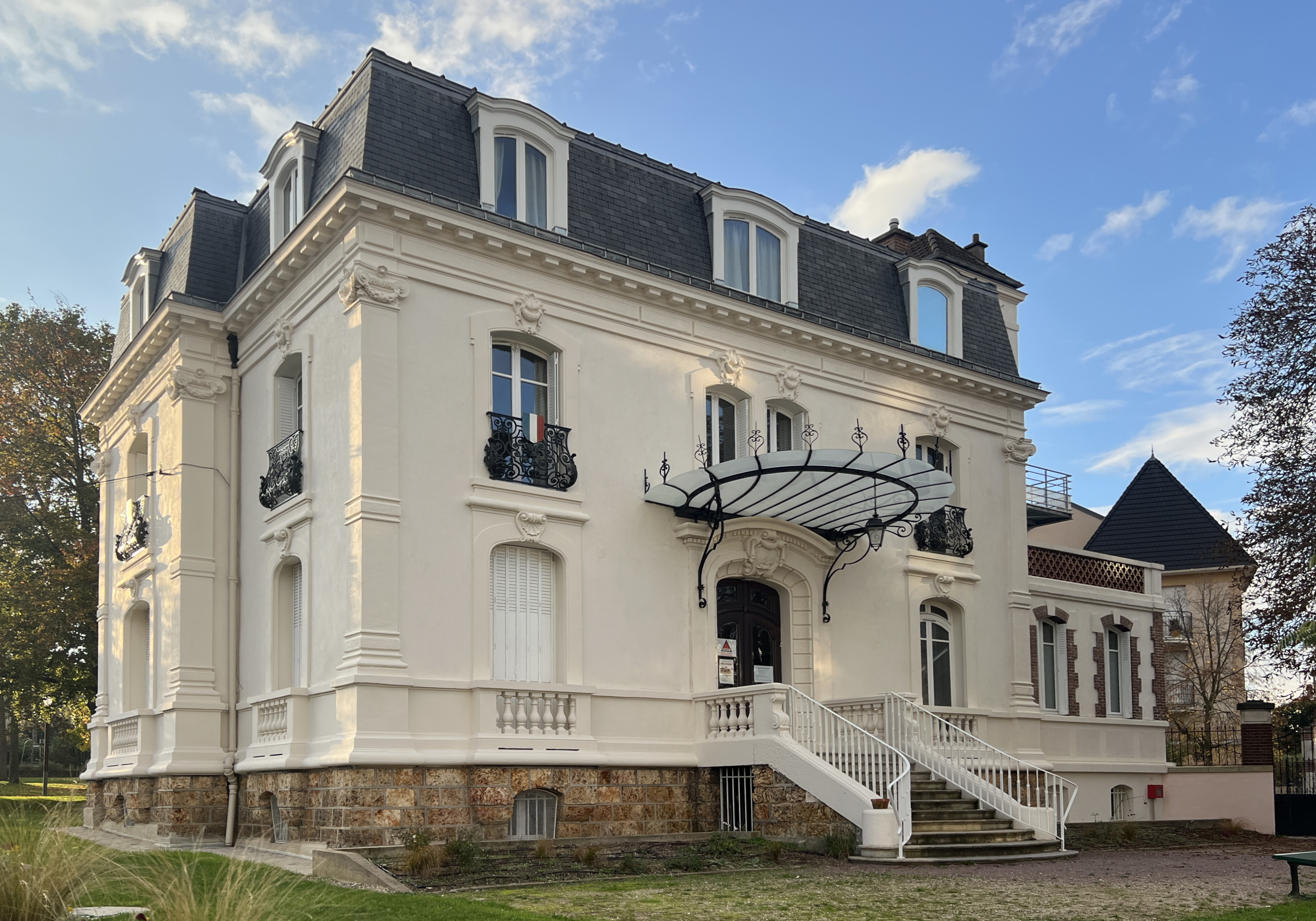

## 交通
- 鉄道 - トランジリアンJ線サノワ駅